# Endevoura mirabilis
Endevoura mirabilis is een vlokreeftensoort uit de familie van de Endevouridae. De wetenschappelijke naam van de soort is voor het eerst geldig gepubliceerd in 1921 door Charles Chilton.